# داروی ضدمیگرن
داروهای ضد میگرن داروهایی هستند که اثرات و شدت حمله میگرنی را کاهش می دهند، این داروها شامل داروهای مرحله حاد حمله میگرن و همچنین داروهای پیشگیری کننده از حمله میگرن هستند.
این داروها حاوی تریپتانها مانند زولمیتریپتان و آلکالوئیدهای ارگات مانند متای‌سرجید می‌شوند. موارد استفاده از این داروی ضد میگرن (زولمیتریپتان) در پیشگیری و درمان میگرن است؛ فرمول شیمیایی این دارو تحت عنوان "N02C" در سیستم طبقه‌بندی آناتومیکی درمانی شیمیایی جای می‌گیرند.